# 鍾繇
鍾繇（151年—230年），字元常，豫州潁川長社（今河南长葛）人，三国时期曹魏大臣、书法家，官至太傅，逝世後諡曰成侯。鍾繇在書法上頗有造詣，與東晉書法家王羲之合稱為「鍾王」。

## 生平

### 護帝東逃
鍾繇獲推举为孝廉，之後擔任過尚書郎、陽陵令，因病去職。之後又被徵召到朝廷擔任廷尉正、黃門侍郎。汉献帝初平三年（192年）董卓死後部将李傕、郭汜又攻破长安把持朝政，此時曹操大破黃巾自領兖州州牧，初次遣使上書長安朝廷，李、郭認為關東群雄有意另立天子因而並不信任曹操，鍾繇反勸說李、郭應借助曹操擁護獻帝的忠心，於是使者得以來往。興平二年（195年），李、郭互相攻擊，李傕脅持獻帝到自己軍營中，鍾繇與侍中衛尉楊奇、尚书郎韩斌等人出計謀，比如誘使李傕部下反叛削弱其勢力，獻帝才得以逃離長安。因功拜御史中丞，迁侍中、尚書僕射，封为东武亭侯。

### 鎮撫關中
建安二年（197年），马腾、韩遂相争，曹操因伐吕布无暇分身，經由荀彧推薦，上书奏请侍中鍾繇守司隸校尉、持節督關中諸軍。四年十二月甲辰（200年1月4日），鍾繇到长安之后送书给马腾和韩遂陈述利害，马、韩臣服献帝，送子为质。官渡之战时，送两千余马匹给曹操，曹操誉之为“昔蕭何鎮守關中，足食成軍，亦適當爾”。
七年（202年），匈奴單呼廚泉在平陽叛乱，鍾繇率军围困，袁尚遣鍾繇外甥河東太守郭援和并州刺史高幹率军到河東，鍾繇遣参軍張既说服马腾来援，马腾遣子马超、部下庞德夹击，斬郭援，降服單于。其后河东卫固作乱，与张晟、张琰及高幹等并为寇，鍾繇又率诸将将其击破。
十六年（211年），曹操派钟繇率军进伐张鲁，引起馬超、韓遂起兵叛乱，是为潼关之战。
自从汉帝被董卓挟持从雒阳迁往长安后，雒阳人口稀少，钟繇迁徙关中居民，又招纳逃亡之人，数年间人口逐渐充实。曹操出征关中之时，得到这里物资支援，表封钟繇为前军师。

### 位極人臣
建安十八年（213年）曹操受封魏公后，钟繇出任魏国大理，掌管刑獄。建安二十一年 （216年）曹操進爵為魏王，鍾繇遷相國。建安二十四年（219年），魏諷謀反。鍾繇因举荐魏諷而被免职。後隨徐晃參與了樊城之戰。
220年，曹丕继魏王位之后，鍾繇復職又擔任大理。同年曹魏代汉后，钟繇任廷尉，封「崇高乡侯」，之后於黄初四年八月丁卯日（223年9月23日）迁太尉，改封「平阳乡侯」。钟繇以太尉之职，与司徒華歆、司空王朗并列三公，曹丕稱三人是「一代之偉人」。钟繇膝盖有病，华歆年高多疾，于是被允许朝见时坐车前往，再由虎贲卫士抬上殿就坐，开后世三公有疾病时特别优待的先例。
黄初七年（226年），魏明帝曹叡即位，钟繇进定陵侯，增五百户封邑，共计一千八百户，升太傅。太和四年（230年）四月逝世，曹叡素服吊唁，諡号成侯。

## 政治观点

### 主張肉刑，廢除死刑
- 作为长期掌管刑狱的大臣，钟繇曾数次向曹操、曹丕、曹睿提议恢复肉刑，认为不设肉刑虽然名义上是仁政，实际由于死刑数量的增多反而加重了刑罚。曹魏的大臣中陈群等人也支持这一观点，不过以王朗为首的大臣坚决反对，最终由于各种原因这一建议始终没有被采纳。
- 建安二十一年（216年）有人密告毛玠見到有人遭受黥面之刑並且妻子被充當為官婢感嘆「上天就是因此不下雨啊！」毛玠因此被收入獄。鍾繇時任大理，審問毛玠時提出道理捍衛刑律並據《尚書》駁斥刑律致旱之事。表面上是圍繞著刑律的爭議，背後似乎是因為毛玠對曹操殺害崔琰之事有所不滿，因此觸怒了曹操。最後毛玠遭到免官，不久死在家中。[8]

### 明察當法
- 王朗和鍾繇都曾擔任過魏國的大理。《三國志》描述王朗與鍾繇治獄風格有所不同：「（王朗）務在寬恕，罪疑從輕。鍾繇明察當法，俱以治獄見稱。」《魏書》記載，鍾繇諡號為「成」的緣由是因其「辨理刑獄，決嫌明疑，民無怨者，猶、張之在漢也。」。[9]
- 建安十二年（207年）鍾繇任司隸校尉時，長陵令吉黃違法擅離職守為舊長官趙溫奔喪，被鍾繇收捕入獄，後來因此伏法。吉黃的弟弟吉茂隱居有名聲，認為兄長是追義而死，怨怒不肯哭。當年，鍾繇舉薦吉茂為秀才。旁人以為吉茂不會去，結果吉茂卻前去就任，引起時人議論。十年後（即217年），吉茂受到同宗吉本起事牽連被捕入獄，時任相國的鍾繇為吉茂舉證與吉本「服第已絕」，因此吉茂才沒有受到刑罰。[10]

### 非聖人不能致太平
- 鍾繇與王粲曾著論云：「非聖人不能致太平。」司馬朗則認為：「伊、顏之徒雖非聖人，使得數世相承，太平可致」。[11]當時曹丕偏好司馬朗的觀點。[12]

## 书法造诣

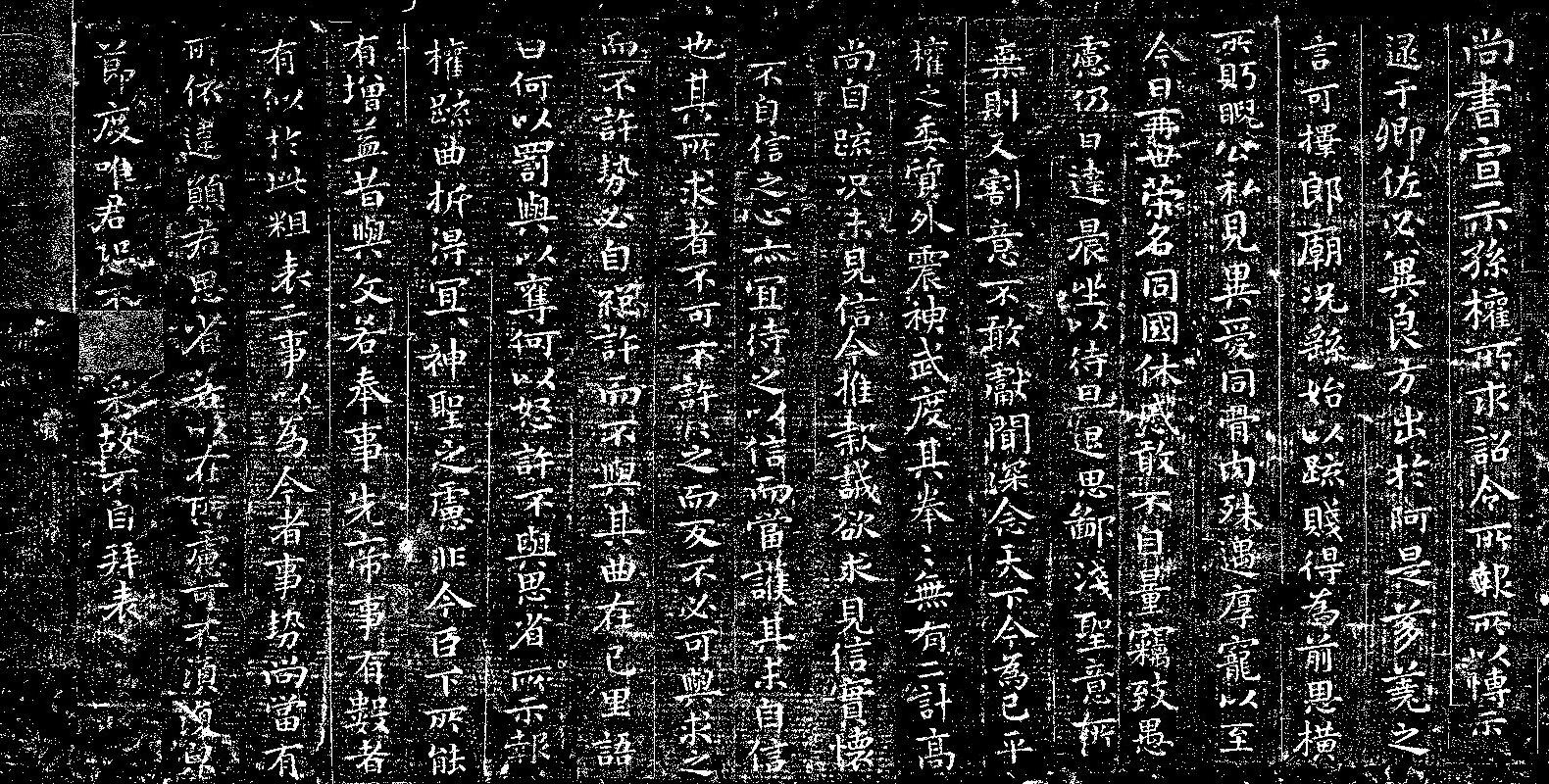
鍾繇楷書作品《宣示表》宋拓本

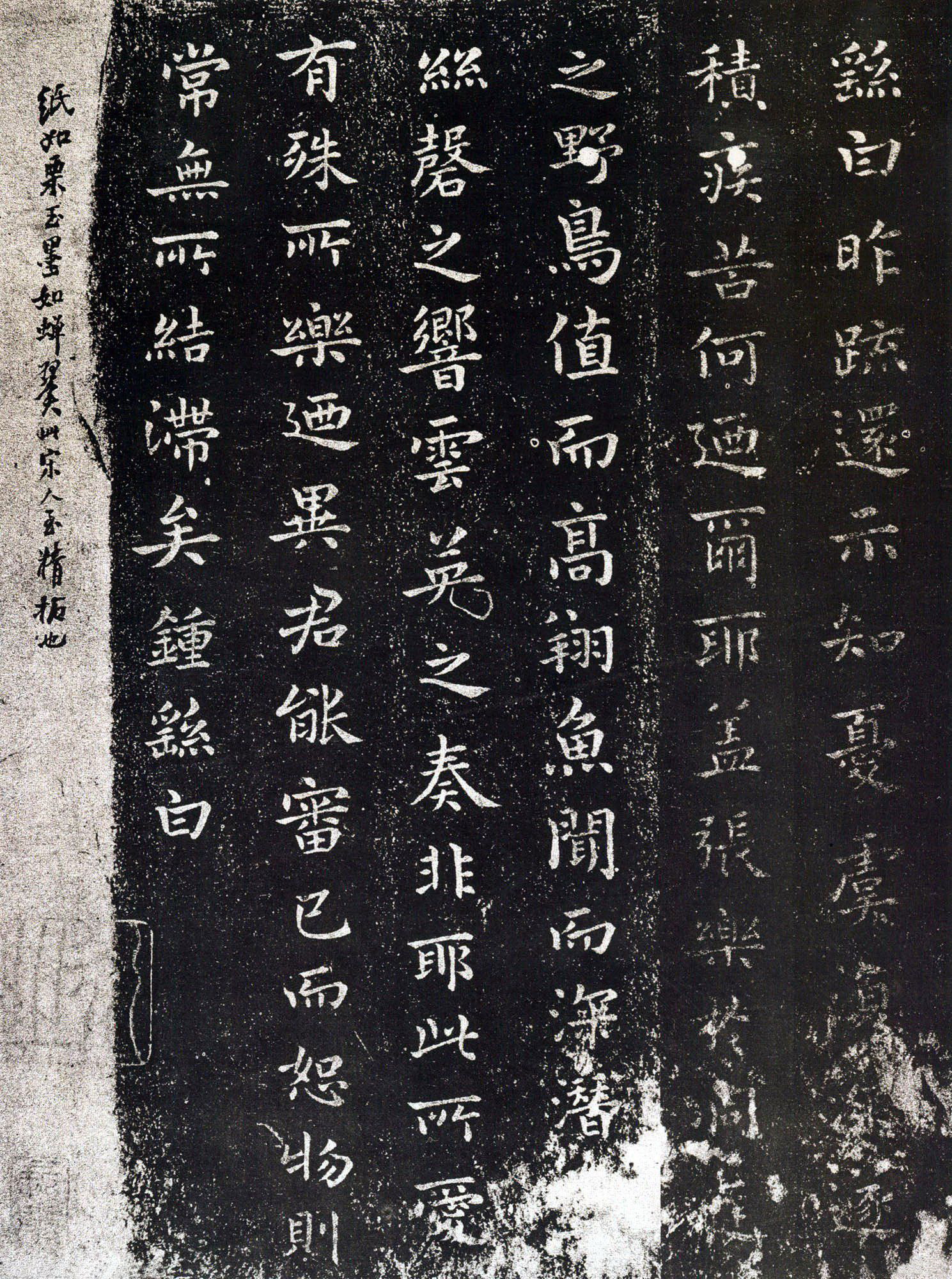
鍾繇楷書作品《還示帖》宋拓本

鍾繇也是著名書法家，擅長隸書、楷書、行書，後世尊為「正書之祖」。在書法方面，與王羲之併稱“鍾王”，其書體稱為「鍾體」，有徒弟衛夫人及徒孫王羲之。梁 (南朝)書論家庾肩吾所著《書品》中，鍾繇與張芝、王羲之併列「上之上」品：「張工夫第一，天然次之，衣帛先書，稱為草聖；鐘天然第一，功夫次之，妙盡許昌之碑，窮極鄴下之牘；王工夫不及張，天然過之。」代表作品有《賀捷表》《薦季直表》《宣示表》等。

## 軼事
鍾繇小時候隨著族父鍾瑜去了洛陽，當時遇到了算命師，算命師說：「這孩子有貴人相，不過他會遇上水難，需要多加慎重啊！」之後還沒走完十里路，過橋的時候馬匹受驚，導致鍾繇落水差點淹死。鍾瑜藉著算命師預言成真而資助鍾繇學習。
鍾繇年輕時，跟劉勝到抱犢山學了三年書法，回來後與曹操、邯鄲淳、韋誕、孫子荊、關枇杷等人研討筆法。一次鍾繇在韋誕的座位上看見了蔡邕論筆法的書，於是向韋誕苦苦索求這本書，韋誕不肯給。他急得捶打自己的胸脯，因此吐血。太祖曹操用五靈丹救治才沒事。等到韋誕死後，鍾繇暗中派人掘開韋誕的墳墓，才得到蔡邕的書。但此事極有可能是虛構的，韋誕死時鍾繇已去世二十幾年。
志怪小说记载：钟繇数月不上朝，意性異常，有人问原因，钟繇说：「我遇到了一位十分漂亮的妇人。」问他的那人说：「必是鬼物，可殺之。」后来这位妇人又来找钟繇，但这次她站在了门外。钟繇问道：「怎么不进来呀？」那妇人答：「听说你要杀我。」钟繇说「没有的事」请她进屋。钟繇本想杀她，又起了恻隐之心，于是砍伤了她的大腿。妇人跑了出去，并用衣服中的棉絮擦血。第二天钟繇让人沿着血迹寻找，找了一座大坟，棺椁里就是那位妇人，外貌容颜如同活人一样，身上穿着白绸衣衫，坎肩上绣有花纹，左大腿上有伤痕，四周还有沾染血迹的棉絮。

### 和荀攸的關係
荀攸與鍾繇交厚，鍾繇說：“我每有所行，反覆思惟，自謂無以易；以諮公達，輒複過人意。”荀攸前後設奇策共十二計，只有鍾繇知道。鍾繇整理未全就去世了，故後世不得而知，所謂“世不得尽闻也”。
此外，兩人和朱建平為好友。荀攸早死，兒子尚幼。鍾繇幫助打理荀家，欲讓荀攸的妾改嫁。在寫給別人的信上說：「我和公達（荀攸表字）都曾讓建平相過面。建平說：『雖然荀君比較年輕，但是後事卻要託付給鍾君。』我當時對他開了句玩笑：『那時我可要把你的阿騖嫁掉。』哪裡想得到公達竟真的早逝了，玩笑話就這樣成真了！現在我要讓阿騖改嫁，使她能有個好歸宿。回想建平的妙語，不在唐舉、許負以下。」

## 家庭

### 祖父[16]
- 鍾皓，字季明，东汉名士。於《後漢書·卷六十二》有傳。

### 父輩
- 钟迪，曾任潁川郡主簿，因党锢不仕[17]
- 鍾敷，鍾迪弟，党锢不仕。
- 鍾瑜，族父[18]
- 鍾瑾，又作鍾覲，鍾皓兄子，其母是李膺的姑姑，和李膺同年，又娶了李膺的妹妹。為人好學知退讓，州府徵召未曾屈志出仕。早亡。[19][20]

### 弟
- 钟演，字仲常[21]，有子鍾劭、孫鍾豫，皆封列侯。[22]晉室南渡後，侍中鍾雅是鍾演曾孫。

### 姐妹
- 钟氏，生郭援

### 妻妾
- 孙氏，妻，鍾繇认为孙氏毒害小妾张昌蒲，黄初五年（224年）休妻，卞太后一度讓曹丕詔令鍾繇復妻，鍾繇為了拒命，差點以花椒自殺，因此停詔。嘉平元年（249年），钟毓迎还孙氏灵位，为其服丧。
- 贾氏，继妻，孙氏出，鍾繇更纳贾氏。
- 張昌蒲，妾，太原兹氏人，钟会生母，甘露二年二月病死，年五十九。

### 子輩
- 钟毓，嗣子，定陵惠侯，廷尉、车骑将军
- 钟会，鍾毓異母弟，鎮西將軍、司徒，灭蜀主将，谋反夷族
- 鍾氏，從姪女，嫁給荀爽的孫子荀肸，生荀勖。夫荀肸早逝。[23]

### 孙
- 钟骏，钟毓嗣子，因为钟毓事先劝谏司马昭“不可专任钟会”，所以免受叔父钟会牵连，官爵如故
- 钟辿，钟毓子，同上
- 鍾峻，鍾毓子，同上
- 钟邕，钟毓子，随钟会作乱被杀，诸子也被处决
- 钟毅，钟毓子，钟会养子，钟会败亡后被诛
- 钟徽，黄门侍郎

### 曾孫女
- 鍾琰，鍾徽女，嫁西晉將領王渾，生王濟

## 評價
- 陳壽：“鍾繇開達理幹，…，誠皆一時之俊偉也。魏氏初祚，肇登三司，盛矣夫！”
- 曹操：“关右平定，朝廷无西顾之忧，足下之勋也。昔萧何镇守关中，足食成军，亦适当尔。”
- 曹丕：“於赫有魏，作汉籓辅。厥相惟钟，实干心膂。靖恭夙夜，匪遑安处。百寮师师，楷兹度矩。”；“此三公者，乃一代之伟人也，后世殆难继矣！”
- 曹植：“蓋精微聽察，理析豪分。規矩可則，阿保不傾。群言系於口，而研核是非；典誥總乎心，而唯所用之者，鍾太傅也。”
- 曹叡：“太傅功高德茂，位为师保，论行赐谥，常先依此，兼叙廷尉于、张之德耳。”
- 曹奐：“繇，三祖之世，極位台司，佐命立勳，饗食廟庭。”
- 应詹：“昔高祖（刘邦）使萧何镇关中，光武（刘秀）令寇恂守河内，魏武委钟繇以西事，故能使八表夷荡，区内辑宁。”
- 袁昂：“张芝骛奇，钟繇特绝，逸少鼎能，献之冠世，四贤共类，洪芳不灭。”；“ 钟繇书意气密丽，若飞鸿戏海，舞鹤游天，行间茂密，实亦难过。”
- 岑宗日：“钟繇如盛德君子，容貌若愚。”
- 刘咸炘：“钟繇于魏，如汉之萧何。”
- 卢弼：“李通淮、汝，臧霸青、徐，与钟繇关中之任并重，实委全局所系，不仅一隅之得失也。”

## 艺术形象

### 三国演义
形象与正史相似。初为长安郡守，马超反叛时，引军攻打长安，钟繇率军防卫。后城破，钟繇从东门弃城而走，退守潼关。后奉献帝令繇草拟诏令，册立曹操为魏王，曹操以钟繇为相国。明帝即位时，钟繇为太傅。诸葛亮北伐，钟繇举荐司马懿前往抵御。
此外亦有一個虛構之弟鍾進，不見正史記載。

### 影视
- 1994年电视剧《三国演义》：李华饰演钟繇
- 2010年电视剧《三国》：刘庚饰演鍾太傅
- 2011年电影《钟繇》：廖京生饰演钟繇
- 2017年电视剧《军师联盟》：徐敏饰演钟繇

#### 動漫遊戲
- 《火鳳燎原》:設定為名聞天下的謀士學府「水鏡府」的助教，主要教授課程為忠義之道為主。

## 延伸阅读
[在维基数据编辑]
 《三國志·卷13》，出自陳壽《三國志》
 在维基共享资源阅览影像